# Chaetosphaerulina lignicola
Chaetosphaerulina lignicola är en svampart som först beskrevs av Sivan., Panwar & S.J. Kaur, och fick sitt nu gällande namn av J.L. Crane, Shearer & M.E. Barr 1998. Chaetosphaerulina lignicola ingår i släktet Chaetosphaerulina och familjen Tubeufiaceae.   Inga underarter finns listade i Catalogue of Life.